# Wątek (grupy dyskusyjne)
Wątek – zbiór wiadomości wysłanych do jednej grupy dyskusyjnej, stanowiących rozwinięcie wiadomości pierwotnej, najczęściej połączonych tym samym tematem (ang. subject).
Wątek rozwija się, gdy użytkownicy grup dyskusyjnych odpowiadają na wcześniejsze wiadomości z danego wątku. O przynależności wiadomości do wątku i umieszczeniu jej we właściwym miejscu jego drzewka przez czytnik news decydują referencje, czyli pole nagłówka "References", które powinno zawierać przynajmniej identyfikator pierwszej wiadomości w wątku i wszystkich wiadomości cytowanych w odpowiedzi.
Na grupach o dużym ruchu wątki mogą być bardzo rozbudowane i liczyć nawet kilka tysięcy wiadomości, więc sprawne czytanie takich wątków wymagać może skorzystania z zaawansowanych funkcji czytnika.